# Cissa
Cissa (kitta's) is een geslacht van zangvogels uit de familie kraaien (Corvidae).

## Leefwijze
Het zijn overwegend carnivoren, die zich met kleine gewervelde dieren en ongewervelden voeden.

## Verspreiding en leefgebied
Ze leven in de tropische en subtropische bossen van Zuidoost-Azië en aangrenzende regio’s.

## Taxonomie
De vier soorten uit dit geslacht vertonen veel overeenkomst in de kleuren van hun verenkleed. De indeling van dit geslacht is dan ook een ingewikkelde geschiedenis. Rond 1930 werden zes verschillende soorten onderscheiden maar 50 jaar later was het gebruikelijk om nog maar twee soorten de onderscheiden: (1) groene kitta (Cissa chinensis) en (2) kortstaartkitta (Cissa thalassina) met onder andere C. t. hypoleuca en C. t. jefferyi als ondersoorten.
Sinds 2011 worden vier soorten onderscheiden:
- Cissa chinensis – Groene kitta
- Cissa hypoleuca – Geelbuikkitta
- Cissa jefferyi – Kinabalukitta
- Cissa thalassina – Kortstaartkitta